# Den Nationale Scene
Den Nationale Scene, spesso abbreviato in DNS, è il più grande teatro di Bergen e dal 1993 è uno dei tre teatri nazionali Norvegesi.

## Storia

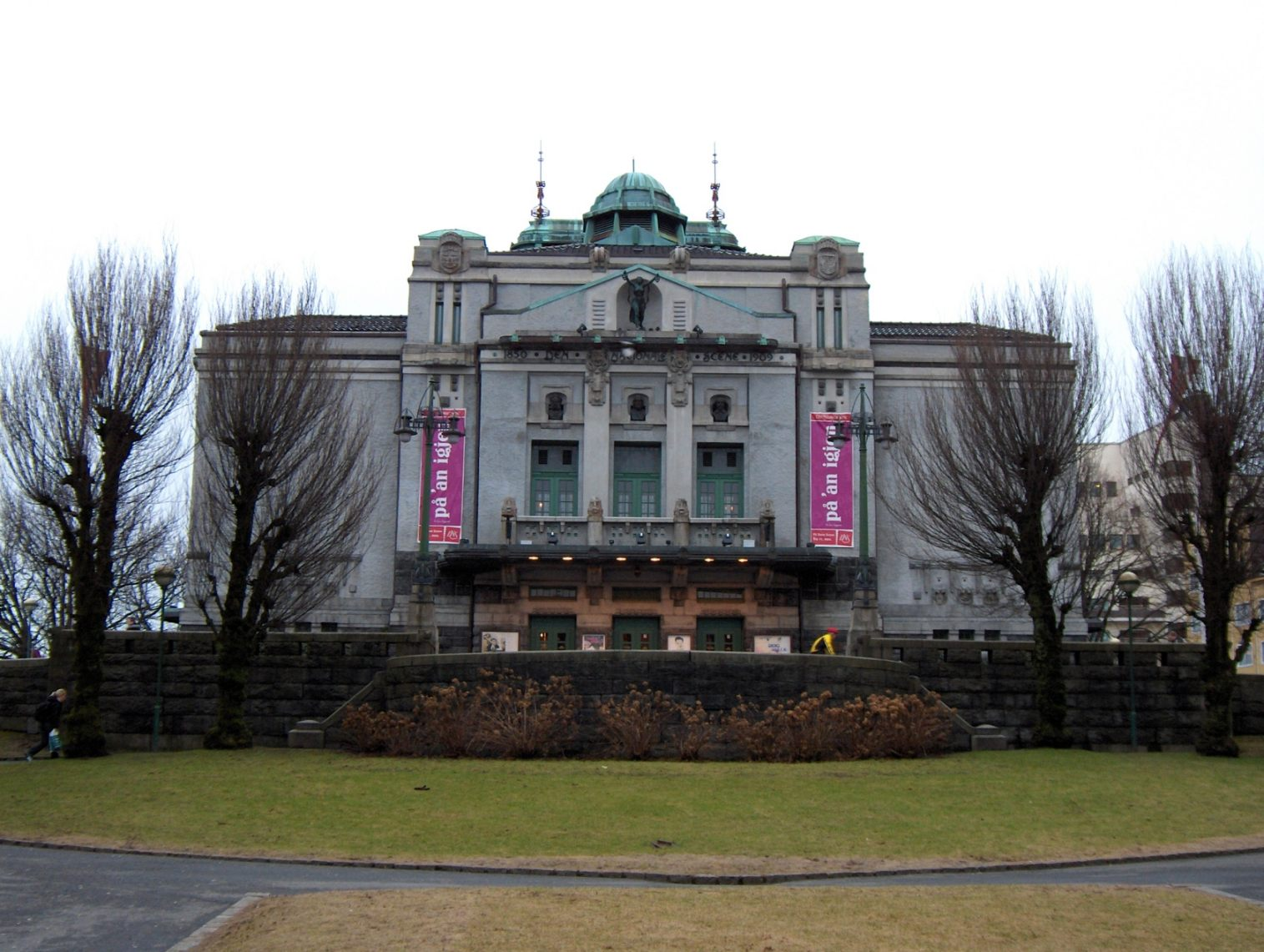
Den Nationale Scene di Bergen ha aperto nel 1850 come Det Norske Theater venne fondato per iniziativa di Ole Bull. Nel 1909 il teatro venne spostato nell'edificio attuale, disegnato dall'architetto Einar Oscar Schou.

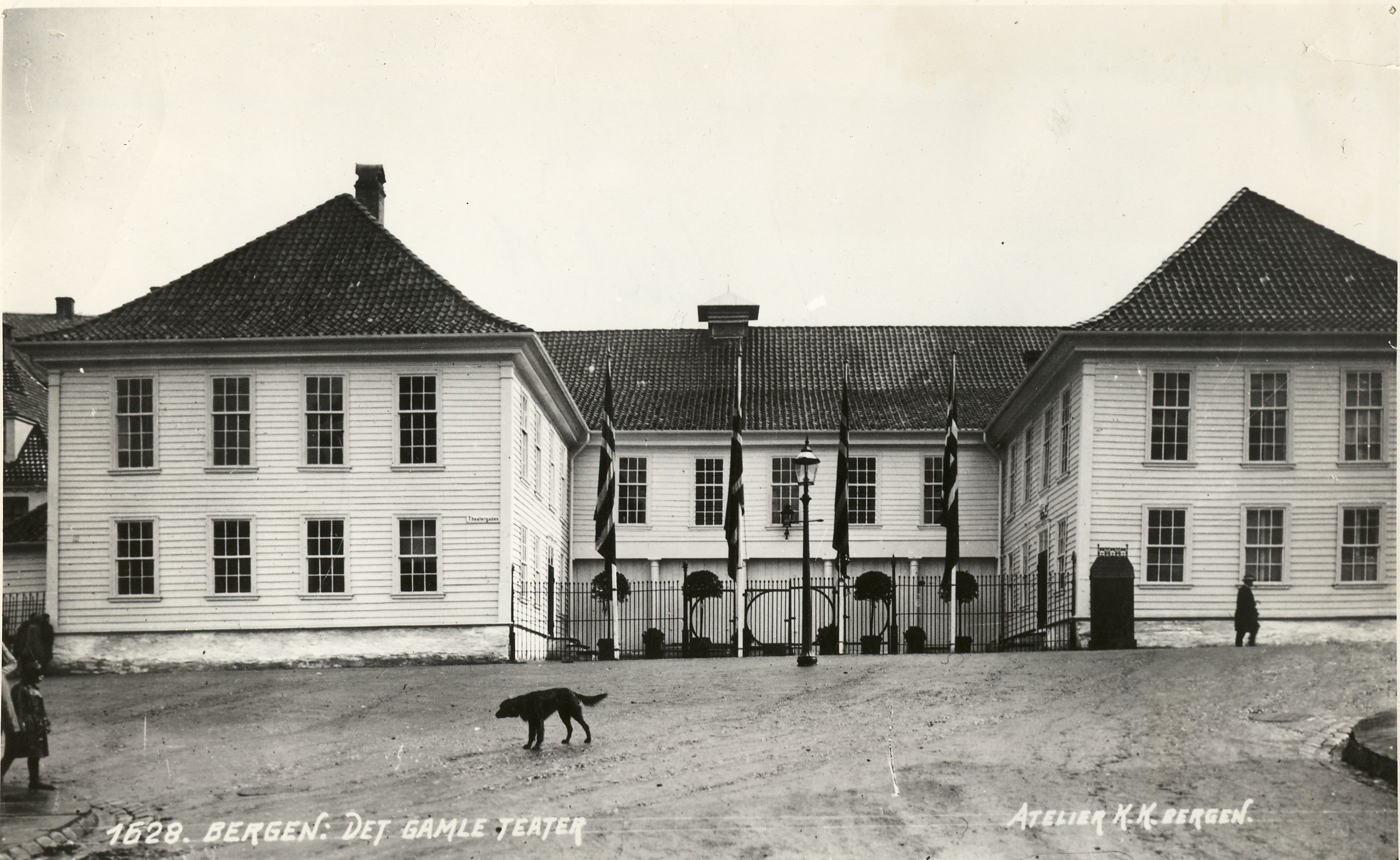
Il vecchio edificio del teatro

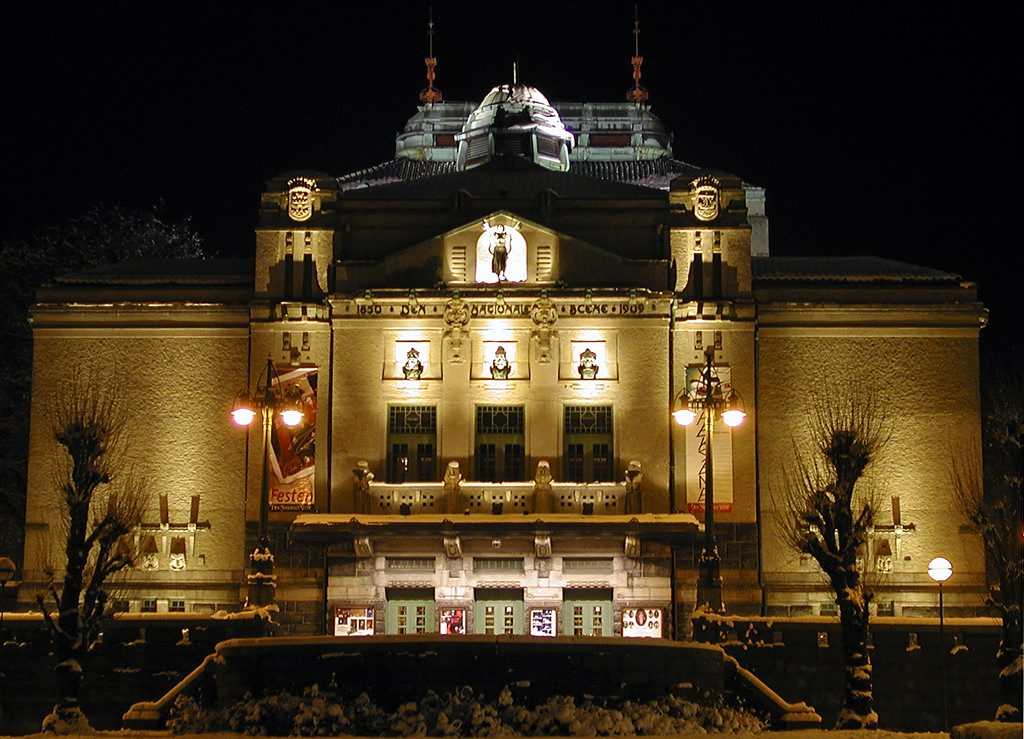
Den Nationale Scene in una foto notturna

Venne costituito nel 1850 con il nome di Det norske Theater e venne successivamente rinominato nel 1876. 
Il teatro nel 1876 era allocato nella Komediehuset på Engen a Bergen dove Ole Bull aveva precedentemente diretto il teatro Det norske Theater. Nel 1909 il teatro è stato spostato nell'edificio in uso ancora oggi. Il DNS viene finanziato solamente da investimenti pubblici dello Stato Norvegese.

## Direttori del Teatro

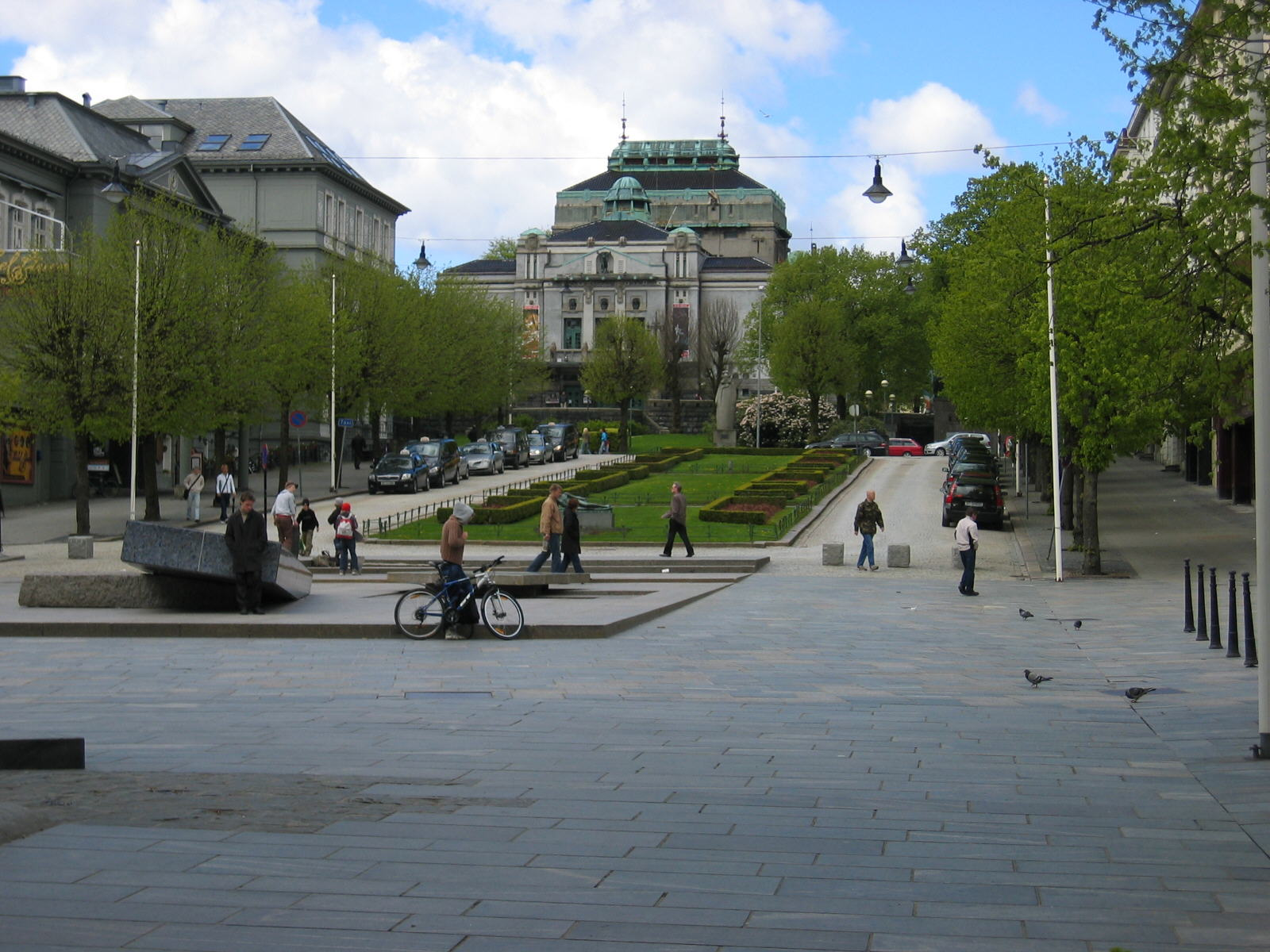
Piazza Ole Bull e Den Nationale Scene nel centro di Bergen, Norvegia

- 1876–1879 Nils Wichstrøm
- 1879–1880 Johan Bøgh
- 1880–1881 John Grieg
- 1881–1884 Johan Bøgh
- 1884–1888 Gunnar Heiberg
- 1888–1889 Henrik Jæger
- 1889–1890 Otto Valseth
- 1890–1895 Johan Irgens-Hansen
- 1895–1898 Olaf Hansson
- 1899–1900 Hans Aanrud
- 1900–1905 Gustav Thomassen
- 1905–1907 Anton Heiberg
- 1908–1909 Olaf Mørch Hansson
- 1910–1924 Ludvig Bergh
- 1924–1925 Christian Sandal
- 1925–1931 Thomas Thomassen
- 1931–1934 Karl Bergmann
- 1934–1939 Hans Jacob Nilsen
- 1939–1946 Egil Hjorth-Jenssen
- 1946–1948 Stein Bugge
- 1948–1952 Georg Løkkeberg
- 1952–1961 Per Schwab
- 1961–1963 Bjarne Andersen
- 1963–1967 Gisle Straume
- 1967–1976 Knut Thomassen
- 1976–1982 Sven Henning
- 1982–1986 Kjetil Bang-Hansen
- 1986–1996 Tom Remlov
- 1996–1997 Ketil Egge
- 1997 Aksel-Otto Bull
- 1998 Lars Arrhed
- 1998–2001 Bentein Baardson
- 2001–2007 Morten Borgersen
- 2008–2012 Bjarte Hjelmeland
- 2012– Agnete Haaland